# إستر غينتل
إستر غينتل (بالإنجليزية: Esther Gentle)‏ هي رسامة أمريكية، ولدت في 1899، وتوفيت في 1991.